# Teie Point
Der Teie Point ist eine Landspitze am Kopfende der Cumberland West Bay an der Nordküste Südgeorgiens. Sie trennt die Mercer Bay von der Harpon Bay.
Teilnehmer der Schwedischen Antarktisexpedition (1901–1903) unter der Leitung Otto Nordenskjölds kartierten sie erstmals. Der South Georgia Survey wiederholte dies während seiner von 1951 bis 1957 dauernden Vermessungskampagne. Das UK Antarctic Place-Names Committee benannte sie 1958 nach dem Segelschiff Teie des norwegischen Walfangunternehmens Tønsbergs Hvalfangeri in Husvik.